# Izraelské zpravodajské společenství
Izraelské zpravodajské společenství (hebrejsky: קהילת המודיעין הישראלית, anglicky: Israeli Intelligence Community) je souhrnný název pro izraelské organizace a instituce zabývající se zpravodajskou činností. Níže uvedené jsou organizace, které jsou součástí tohoto společenství.

## Členové
- Aman – zpravodajská služba Izraelských obranných sil. Zabývá se především vojenským zpravodajstvím. Zjišťuje u potenciálních nepřátel politické aktivity signalizující přípravu na válku, odhaduje jejich vojenský potenciál a případné cíle.
- Mosad – zpravodajská služba zodpovědná za špionáž v zahraničí. Jejím úkolem je předcházet případným útokům proti Izraeli, zjišťuje stabilitu režimů a shromažďuje informace průmyslového a vědeckého charakteru se zřetelem na globální terorismus.
- Šin Bet – kontrarozvědka zodpovědná za vnitřní bezpečnost Izraele (včetně Izraelem obsazených území). Zajišťuje bezpečnost státu, občanů a státních orgánů. Zaměřuje se zejména na terorismus z palestinské strany a vnitřní podvratné skupiny.
- zpravodajské oddělení Izraelské policie
- Centrum pro politický výzkum – zpravodajská služba ministerstva zahraničních věcí

V minulosti pak byly členy společenství také:
- Liškat ha-kešer (též Nativ) – organizace zajišťující židovskou imigraci ze sovětského bloku, po rozpadu Sovětského svazu byl Nativ uvolněn ze společenství
- Lakam – služba zodpovědná za průmyslovou a vědeckou špionáž, která byla rozpuštěna po tzv. Pollardově aféře

## Parlamentní dohled
Parlamentní dohled nad Izraelským zpravodajským společenstvím vykonává zahraniční a branně bezpečnostní výbor Knesetu, který dohlíží na všechny izraelské bezpečnostní složky.

## Struktura a organizace
Vhodná struktura, jurisdikce a rozdělení povinností zejména mezi Amanem, Šin Bet a Mosadem se v minulosti staly mnohokrát zdrojem problémů a sporů. V průběhu existence Společenství byly opakovaně ustavovány vyšetřovací komise které se zabývaly buď následky selhání spolupráce mezi jednotlivými zpravodajskými službami, nebo řešením rutinních problémů vyvstávajících z činnosti zpravodajských služeb:
- Jadin – Šerfova komise (1963)
- Agranatova komise (1973–1974)
- Zamirova komise (1974)
- Komise gen. A. Jariva (1984, 1986)
- Zpráva gen. R. Vardiho(1990)
- Komise pro vyšetřování činnosti zpravodajských služeb po válce v Iráku (2004)